# Franz von Voß (Politiker, 1816)
Franz von Voß, mit vollem Namen Franz Friedrich Wilhelm Carl Konrad von Voß (auch von Voss) (* 26. November 1816 in Stendal; † 14. März 1907 in Halle (Saale)), war ein deutscher Verwaltungsjurist im Königreich Preußen. Er war Oberbürgermeister von Halle.

## Familie
Er entstammte einer Handwerkerfamilie aus Stendal, die mit Franz’ Großvater, dem Geheimen Oberfinanzrat Friedrich Voss (1749–1806), im Jahr 1786 als von Voss in den preußischen Adel erhoben worden war. Franz war Sohn des Bürgermeisters von Stendal und königlich preußischen Hauptmanns Franz von Voß (1777–1867) und der Wilhelmine Freiin von Gayl (1781–1870). Voß heiratete am 12. Juni 1845 in Wilsnack (Landkreis Prignitz, Brandenburg) Mathilde Nernst (* 14. Mai 1820 in Wilsnack; † 12. März 1900 in Halle (Saale)), die Tochter des Stadtrichters und königlich preußischen Justizrats Adolf Nernst und der Elisabeth Baath. Aus der Ehe ging Maximilian von Voss hervor.

## Leben
Nach dem Jurastudium entschied Franz von Voß sich für die Verwaltungslaufbahn. Er begann 1852 als Regierungsrat in Halle. 1853 erhielt er die Versetzung nach Merseburg zur Generalkommission. Kurzzeitig (1844, 1852) war er auch in seiner Geburtsstadt Stendal bei der Generalkommission tätig gewesen. 1856 nahm er das Amt des Oberbürgermeisters der Stadt Halle an, wo er bis 1880 an der Spitze der Stadtverwaltung stand. Von 1872 bis 1880 war er Mitglied des Preußischen Herrenhauses und von 1894 bis 1903 Mitglied im Preußischen Abgeordnetenhaus. 1899 wurde Voß dessen Alterspräsident. Er war auch Mitglied im Provinziallandtag der Provinz Sachsen.

## Wirken als Oberbürgermeister der Stadt Halle
Franz von Voß war von 1856 bis 1880 Erster Bürgermeister bzw. ab 1857 Oberbürgermeister der Stadt Halle. Bevor König Friedrich Wilhelm IV. seine Amtsübernahme bestätigte, war eine Audienz beim König notwendig geworden, da dem preußischen Innenministerium der tatkräftige und liberale Beamte verdächtig erschien. Der König war angetan vom Auftreten des von Voß, der sich in seiner Offiziersuniform empfahl, und machte dem Streit ein Ende, was in der Stadt Halle bis heute an verschiedenen Stellen sichtbar geworden ist.
Der Großvater Friedrich Voss war 1786 in den preußischen Adelsstand erhoben worden wegen seiner Verdienste als Geheimer Oberfinanzrat. Der Enkel schlug nach einem Jurastudium in Berlin ebenso die Verwaltungslaufbahn ein, die zunächst mehrfach durch militärische Dienste unterbrochen wurde. 1852 kam es, Voß war inzwischen Regierungsrat geworden, zum ersten Kontakt mit der Stadt Halle. Nach einem kurzen Zwischenaufenthalt bei der Generalkommission in Merseburg folgte er einer Berufung nach Halle und übernahm nach seiner Wahl 1856 die Verantwortung eines Ersten Bürgermeisters.
Es war um die Mitte des 19. Jahrhunderts eine Zeit enormen wirtschaftlichen Aufschwungs, der hohe Anforderungen an die Verantwortlichen der Stadt stellte. Die wachsende Industrie verlangte für den zunehmenden Verkehr nach Investitionen in die sich entwickelnde Eisenbahn. Innerhalb der Städte wurde Platz für breitere Straßen benötigt. Diesen Veränderungen mussten Wallanlagen und die Stadttore auch in Halle weichen. Die Industrie brauchte Arbeitskräfte und diese wiederum Wohnraum, der nicht so schnell angeboten werden konnte.
Die wachsende Industrie und die vielen Menschen brauchten mehr Energie und vor allem Wasser. Voss beförderte den Bau der ersten städtischen Gasanstalt am Holzplatz und als Folge die Aufstellung von 523 Gaslaternen für die Straßenbeleuchtung. Auch Wohnungen konnten seitdem besser beleuchtet werden. In Beesen wurde ein Wasserwerk gebaut und von dort im Boden Wasserleitungen bis in die Stadt verlegt, was mit erheblichem Tief- und Straßenbau verbunden war. Viele Straßen wurden in dieser Zeit zum ersten Mal gepflastert. Als sichtbares Zeichen für diese Errungenschaft wurde zur Fertigstellung 1868 auf dem Markt ein neuer Brunnen mit einer Fontäne errichtet.
Zuvor musste der Brunnen entfernt werden, der mit zwei von dem Bildhauer Gottfried Schadow 1816 geschaffenen, liegenden Löwen den Namen Löwenbrunnen trug. Um diesen Plastiken einen dauerhaften Platz zu geben, hat Voss die Löwen auf Beschluss des Magistrates der Universität zum Geschenk gemacht, verbunden mit dem Vorschlag, sie auf den beiden Postamenten am Hauptgebäude auf dem Universitätsplatz aufzustellen. Hier stehen sie bis heute und bleiben dauerhaft mit dem Namen von Voß verbunden.
In seine Amtszeit fällt die Aufstellung eines weiteren Denkmals, nämlich das Händel-Denkmal für Georg Friedrich Händel 1859 auf dem Markt. Dieses konnte durch eine breit angelegte Spendenaktion mit der beachtlichen Beteiligung des englischen Königshauses von dem Bildhauer Hermann Heidel geschaffen und dann auch aufgestellt werden. Bei der feierlichen Einweihung am 1. Juli 1859 hielt Oberbürgermeister von Voß vor den zahlreich erschienenen Gästen die Festansprache. Für eine weitere Amtszeit, die bis zum Zweiten Weltkrieg jeweils 12 Jahre dauerten, wollte sich von Voß wegen Meinungsverschiedenheiten mit dem Magistrat nicht zur Verfügung stellen. Dennoch wurde er nach seinem Ausscheiden 1880 für seine Verdienste geehrt, so zum 80. Geburtstag 1896 mit einem Beiblatt der Saale-Zeitung und zum 90. Geburtstag 1906 mit der Benennung einer Straße mit seinem Namen noch zu Lebzeiten desselben!
Franz von Voß starb am 12. März 1907.